# Bourdettes
Bourdettes é uma comuna francesa na região administrativa da Nova Aquitânia, no departamento dos Pirenéus Atlânticos. Estende-se por uma área de 2,24 km². Em 2010 a comuna tinha 522 habitantes (densidade: 233 hab./km²).